# Leptotes jeanneli
Jeannel's Blue (Leptotes jeanneli) là một loài bướm ngày thuộc họ Bướm xanh. Nó được tìm thấy ở Africa phía nam Sahara.
Sải cánh dài 22–29 mm đối với con đực và 26–30 mm đối với con cái. Con trưởng thành bay quanh năm, nhiều nhất vào từ tháng 11 đến tháng 4.